# Adléta Arpádovna
Adléta Uherská (1105/7 – 15. září 1140), byla manželka Soběslava I. a česká kněžna.

## Biografie
Dcera nitranského knížete a uherského prince Almoše a Předslavy Kyjevské se za Soběslava vdala roku 1123. Soběslavovi bylo v té době snad kolem třiceti a Adlétě mezi 15 a 20 lety. Téhož roku, po vpádu Vladislava do manželova moravského údělu, vyhledala načas azyl na uherském dvoře svého bratrance Štěpána.Během sedmnácti let manželství uherská princezna knížeti porodila pět dětí.
Vztah Soběslava s jeho o tolik mladší manželkou byl zřejmě dost silný.
| „                   | Láska jeho manželská nabyla také politické důležitosti, řídivši ho i v poměrech v cizině; a není pochyby, že i Adleita milovala jej celým srdcem, ona po jeho smrti hořem pro něho se utrápila. | “ |
| — František Palacký | |   |

Zemřela jen několik měsíců po manželovi.

## Potomci
- Vladislav († po 1165), olomoucký údělník
- Marie (1124/5? – po 1172), rakouská a bádenská markraběnka, bavorská vévodkyně

∞ 1138 Leopold IV. Babenberský
∞ po 1141 Heřman III. Bádenský
- Soběslav II. (1128? – 1180), český kníže

∞ 1173/1177 Eliška Polská
- Oldřich (1134–1177), olomoucký údělník

∞ Cecílie
∞ Žofie
- Václav II. (1137 – po 1192), český kníže